# Giuseppe Zamponi
Giuseppe Zamponi, ook Gioseffo Zamponi (of Zamboni, Samponi; Rome, ca. 1615 – Brussel, februari 1662) was een Italiaanse componist die vandaag het beste gekend is voor de opera Ulisse all'isola di Circe, welke in 1650 werd uitgevoerd te Brussel. Dit is de eerste opera die tijdens de Spaanse periode werd uitgevoerd in de Nederlanden en tevens de eerste opera ooit uitgevoerd in Brussel.
Zamponi werd geboren in Rome en was van 1629 tot 1638 organist aan de Nostra Signora del Sacro Cuore, dit ter vervanging van Paolo Tarditi (c.1580-1661). Deze kerk heette toen nog San Giacomo degli Spagnoli en bevindt zich op het Piazza Navona. Van 1638 tot 1647 was Zamponi in dienst van kardinaal Pietro Maria Borghese (1599-1642). In 1648 verliet hij Italië echter, om een positie in te nemen aan het Brusselse hof van Leopold Willem van Oostenrijk, de gouverneur van de Zuidelijke Nederlanden, die in naam van de Koning van Spanje aangesteld was. Zamponi kwam mee en werd er kapelmeester in 1647, in 1661 was hij ook aangesteld als kapelmeester bij de prins Elect van Keulen. Zamponi overleed in Brussel in februari 1662.
Ulisse all'isola di Circe werd uitgevoerd op 24 februari 1650 ter gelegenheid van het huwelijk van Filips IV van Spanje en Maria Anna van Oostenrijk.

## Werkselectie
- Dies irae per 5 voci e 3 strumenti
- Sonata per violino, viola da gamba e basso continuo
- Sonata per violino, viola e basso continuo
- Sonata per 2 violini e basso continuo
- Capriccio
- 2 arie
- Opera Ulisse nell' Isola de Circé. – opname: Leonardo García Alarcón, 2012

- Bibliothèque nationale de France: cb16203081w (data)
- Gemeinsame Normdatei: 1047511312
- International Standard Name Identifier: 0000 0004 3656 9645
- Library of Congress Control Number: no2014078916
- MusicBrainz: f1369d63-af94-44b1-8a9f-7ba7834151f0
- Système universitaire de documentation: 186299540
- Virtual International Authority File: 310502243
- WorldCat: E39PBJm4VvxkJfJr9xbfdrGj4q